# Frank-Will
Frank William Boggs, dit Frank-Will, est un peintre et aquarelliste français né à Nanterre le 13 mars 1900 et mort à Clichy le 29 décembre 1950.

## Biographie

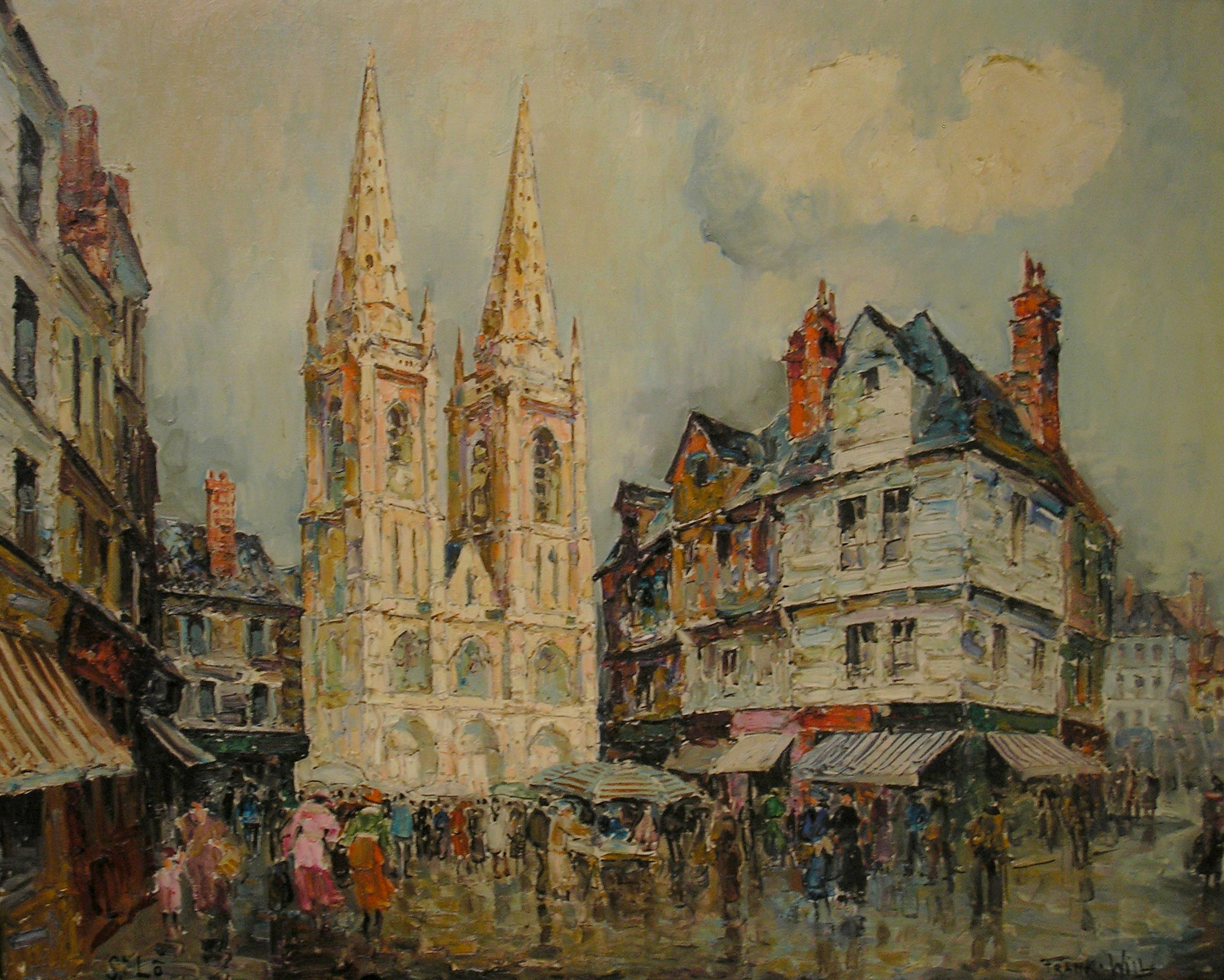
Saint-Lô, le marché place de la cathédrale, musée des Beaux-Arts de Saint-Lô.

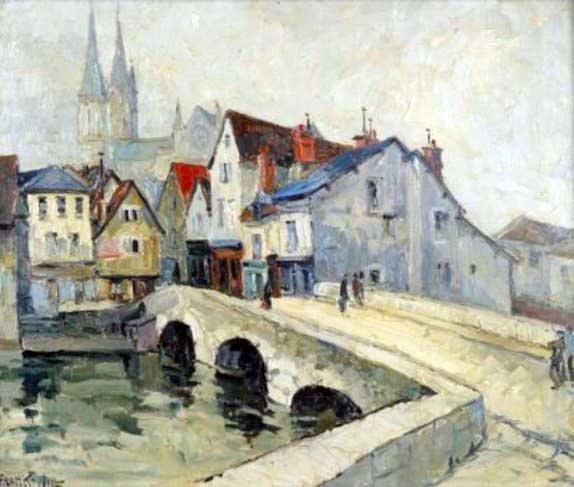
Le pont Bouju de Chartres et la cathédrale Notre-Dame, Eure-et-Loir, dessin aquarellé.

C'est sur la route de retour d'un voyage en Afrique du Nord que le peintre déjà illustre Frank Myers Boggs (né à Springfield (Ohio) en 1855) commet à Urrugne (Pyrénées-Atlantiques) l'enlèvement romanesque de Joséphine (née à Urrugne en 1871), fille du laboureur Isidore et de Felipa Gaintza. Les concubins — ils ne se marieront qu'en 1917 — auront quatre enfants : Jane, en 1895, puis un garçon qui ne vit que quelques mois, Mary en 1898. La venue au monde en 1900 de Frank William rend l'appartement du 2, rue Gambetta à Nanterre trop exigu et conduit au déménagement de la famille pour « une jolie maison à Autouillet, un charmant petit village de Seine-et-Oise ».
Dès l'âge de 10 ans, Frank s'affirme peintre dans l'âme. S'il est en constant contact visuel avec les œuvres paternelles, dans l'atelier de la rue de Clignancourt que Frank Boggs occupe de 1910 à 1913 puis au 1, boulevard de Clichy où la famille demeure pendant la Première Guerre mondiale, la relation didactique maître-élève entre le père et le fils, telle qu'elle est énoncée par Édouard-Joseph, est contestée par Éric Mercier pour qui « Frank apprend seul, le plus souvent livré à lui-même, le père refusant de lui prodiguer le moindre conseil lors de ses furtives apparitions ». Les premiers tableaux répertoriés de l'adolescent, des paysages des environs d'Autouillet, datent de 1916. Il entame des études d'architecture qu'il abandonne pour se consacrer entièrement à la peinture et, se cherchant déjà un nom d'artiste qui le sorte de toute confusion homonymique avec le père, il signe alors « Franque », pour signer « Frank » en 1917, « William Frank » en 1918, « Franck-Will » en 1919, puis définitivement « Frank-Will » en 1921. Dès 1925, il lui arrivera de signer « Belliot » (des vues de Diélette, ou des environs de Chartres) pour échapper un peu à son marchand, et, plus tard, entre 1936 et 1939, dans le souci de différencier certains sujets qu'il estimera répétitifs (sur Le Tréport en particulier), il signera des œuvres du pseudonyme de « Naudin ».
La passion du jeune Frank est alors le cor de chasse qu'il pratique. Il est le plus ancien ami connu du peintre Gen Paul qu'il rencontre en 1917 et qu'il initie à la musique. Ensemble, ils « font la manche » en jouant dans les cours de Belleville et de Ménilmontant, ensemble aussi ils peignent des vues de Paris. On connaît même d'eux un tableau Personnage dans la rue sous la neige malicieusement peint à quatre mains en 1926 et signé Gen-Will et Frank Paul.
Les vues de Paris constituent naturellement le premier thème de prédilection de Frank-Will. Après 1925, les Éditions Barré et Dayez populariseront en cartes postales son Sacré-Cœur, son Opéra Garnier, sa Gare du Nord, sa Colonne Vendôme…). Ses villégiatures des années 1920 et 1930 nous sont connues et permettent le datage de certaines œuvres : la Normandie (entre autres Rouen et Honfleur) en 1922, La Rochelle en 1926, Amiens en 1929, Barfleur en 1930. C'est là qu'il s'attache au thème des grands voiliers, ces galions dont il raffole et qui demeureront l'un de ses thèmes récurrents, jusque parfois dans des compositions de batailles navales imaginaires. C'est ensuite, avec un ami rencontré à la galerie Henri Bureau, Marcel Leprin (1891-1932), qu'il visite Moret-sur-Loing, Auxerre et Avallon.
Le 13 août 1936, Frank-Will épouse Victoire Royer (née en 1884), à la mairie du 7e arrondissement de Paris pour s'installer au 31, rue Rousselet, puis au 44, rue Castor à Mantes-la-Jolie. L'été, le couple se rend au Tréport, y tenant sur le quai François-Ier une minuscule galerie et y vendant des aquarelles. Mais, ne pouvant renoncer à Montmartre et à sa vie de bohème, Frank-Will se sépare (sans divorcer) de Victoire, qui demeure à Mantes, tandis qu'il se réinstalle à Paris, d'abord au 37, rue Pigalle puis, réinvestissant l'atelier paternel d'autrefois, de nouveau au 1, boulevard de Clichy, où une autre femme — Yvonne David, dite « Mimiche » — entre dans sa vie, tandis qu'il dépense sans compter, dilapidant héritage parental et ressources en tournées générales dans les estaminets et cabarets. Toujours musicien, il fait partie d'orchestres de jazz, puis de la fanfare La Chignole avec Gen Paul, Jean d'Esparbès, Pere Créixams, Tony Agostini et Marcel Aymé, constituant l'une des hautes figures montmartroises évoquées par Francis Carco tout en s'endettant et se détruisant la santé en fêtes éthyliques.

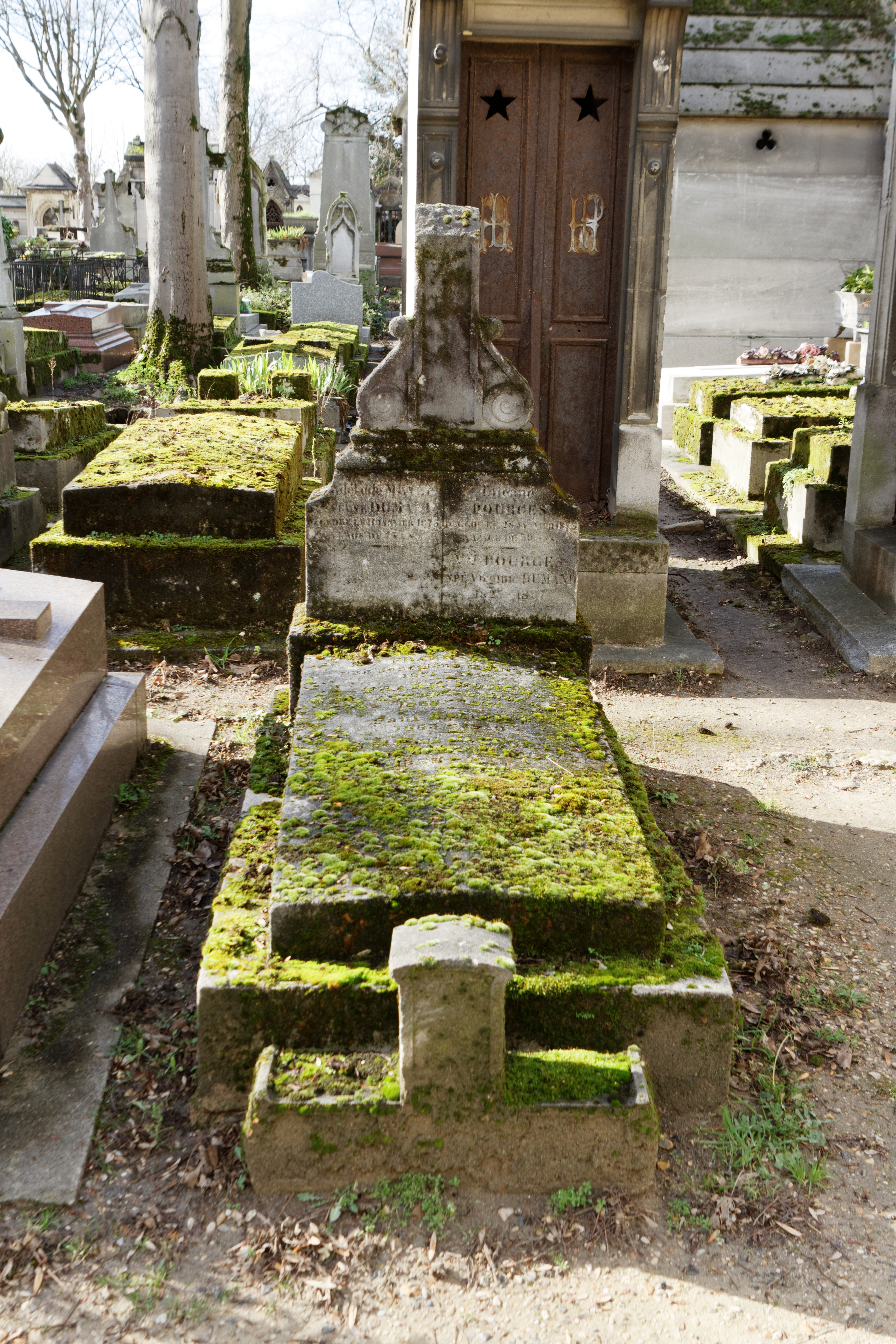
Sépulture de la famille Boggs, Paris, cimetière du Père-Lachaise.

En 1948, Frank-Will effectue un bref périple au Maroc. Il y contracte des amibes et, en 1950 à Paris, il est renversé par un autobus place de l'Opéra. Affaibli par l'alcool, négligeant les soins médicaux, il est opéré le 29 décembre 1950 pour une ablation partielle du poumon droit ; celle-ci se déroule mal et il en meurt le jour même. Il repose auprès de Frank et de Joséphine Boggs, dans le caveau familial à Paris au cimetière du Père-Lachaise (44e division) où il fut inhumé le 4 janvier 1951. Son nom n'y fut jamais gravé.

## Expositions personnelles
- Galerie Georges Petit, Paris, 1920, 1929.
- Galerie Hector Brame, Paris, années 1930.
- Galerie Henri Bureau, 54, rue de Rochechouart, Paris, des années 1930 à 1950.
- Galeries Terrisse, Keller et Yvonel, Paris, expositions non datées[2],[9].
- Frank-Will et Louis Régent, hôtel Claridge, Paris, 1945.
- Casablanca, Oran, 1948[1].

## Expositions collectives
- Montmartre de jadis à aujourd'hui, galerie Madeleine Horst, 102, rue Lepic, Paris, février 1951, prolongée en exposition itinérante à Dakar, Douala, Abidjan, Brazzaville, 1951.
- Le paysage dans l'art : Henri Marret, Frank Boggs, Frank-Will, André Dunoyer de Segonzac, musée d'Art et d'Histoire de Meudon, 1961.
- Montmartre et les peintres, Japon, 1994.
- Montmartre, les débuts de l'art moderne, musée archéologique régional de la Vallée d'Aoste, Aoste, juillet-octobre 1998.
- Marchés drouais, musée d'Art et d'Histoire de Dreux, octobre 2009[11].
- Galerie Arts et Autographes, 9, rue de l'Odéon, Paris, mars-avril 2014.
- Les paysages mantais inspirent les artistes, musée de l'Hôtel-Dieu, Mantes-la-Jolie, mars 2015 - janvier 2016[12].
- La belle Boucle[13], musée français de la Carte à jouer, Issy-les-Moulineaux, janvier-mars 2016[14].

## Réception critique
« Certains ne sont plus visibles sur la Butte Montmartre. Mais leur présence est là. Et je retrouve Degas, Cézanne, Renoir, Derain, Van Dongen, Rouault, Utrillo, Marie Laurencin et Vlaminck. La belle équipe ! Et comme on la sent vivante, avec cet esprit montmartrois vraiment parisien, de ce Paris si doux, tel qu'a su le peindre Frank-Will avec ce mélange de finesse et de profondeur cachée. »

— François Mitterrand, Ministre de l'outre-mer

« Le peintre vaut mieux que sa légende de viveur, de rapin montmartrois ; une indéniable originalité se dégage de son naturalisme, même si ses œuvres très abondantes (il a multiplié les vues de Paris et les ports normands) comportent des faiblesses et des incertitudes. »

— Gérald Schurr

« Il évolue entre un post-impressionnisme populiste, assez typiquement montmartrois, et des éclairs d'un expressionnisme violent, qui aurait pu tendre au tragique. »

— Jacques Busse

## Collections publiques
États-Unis
- Orlando (Floride), Mennello Museum of American Art (en).

France
- Limay, mairie : Limay.
- Menton, musée des Beaux-Arts :
  - Scène de village à Groslou ;
  - Vue de Paris, Saint-Gervais et Saint-Protais depuis la Seine.
- Meudon, musée d'Art et d'Histoire :
  - Les Usines des Moulineaux à Issy[17] ;
  - ainsi que d'autres œuvres.
- Saint-Malo, musée d'Histoire de la Ville et du Pays Malouin[18].
- Usclas-d'Hérault, mairie : Paysage à Avallon, dépôt du Centre national des arts plastiques.
- Versailles, musée Lambinet : Place Jean-Baptiste-Clément à Montmartre.

Suisse
- Genève, Petit Palais.

## Collections privées référencées
- Roger et Suzanne Jouve[19].

Œuvres de Frank-Will
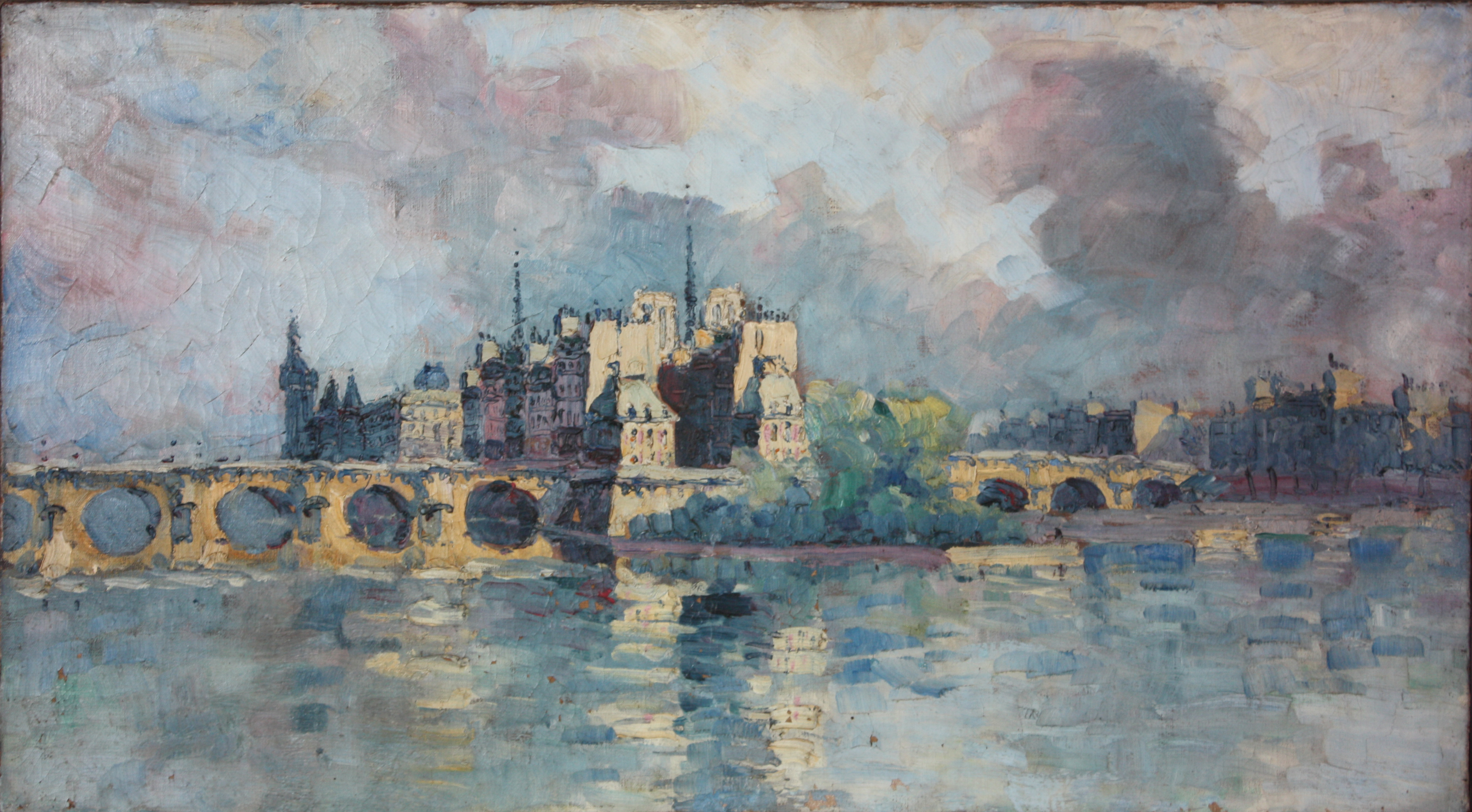
L'Île de la Cité vue de la Seine, musée d'Art et d'Histoire de Meudon.
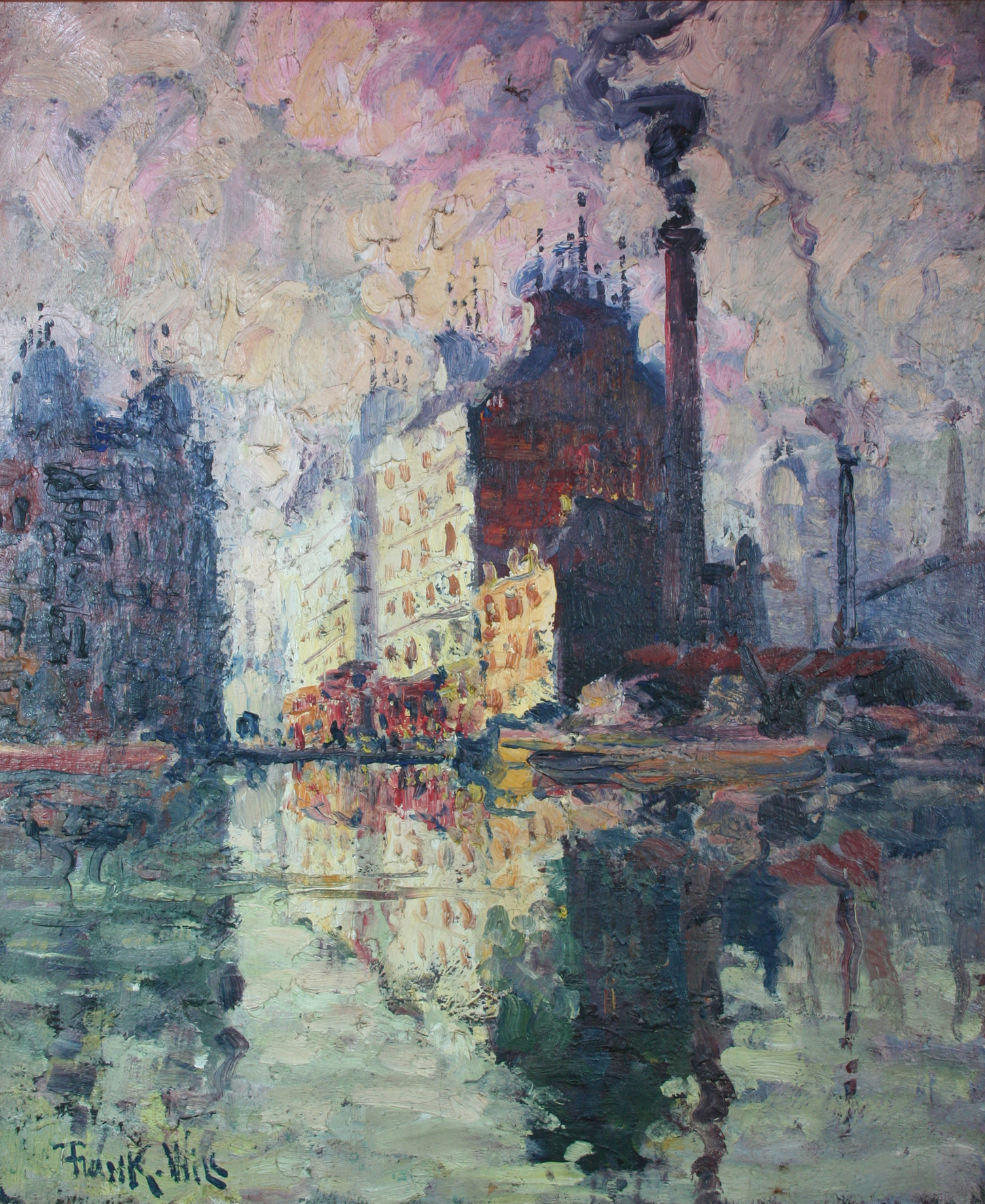
Les Usines des Moulineaux, musée d'Art et d'Histoire de Meudon.
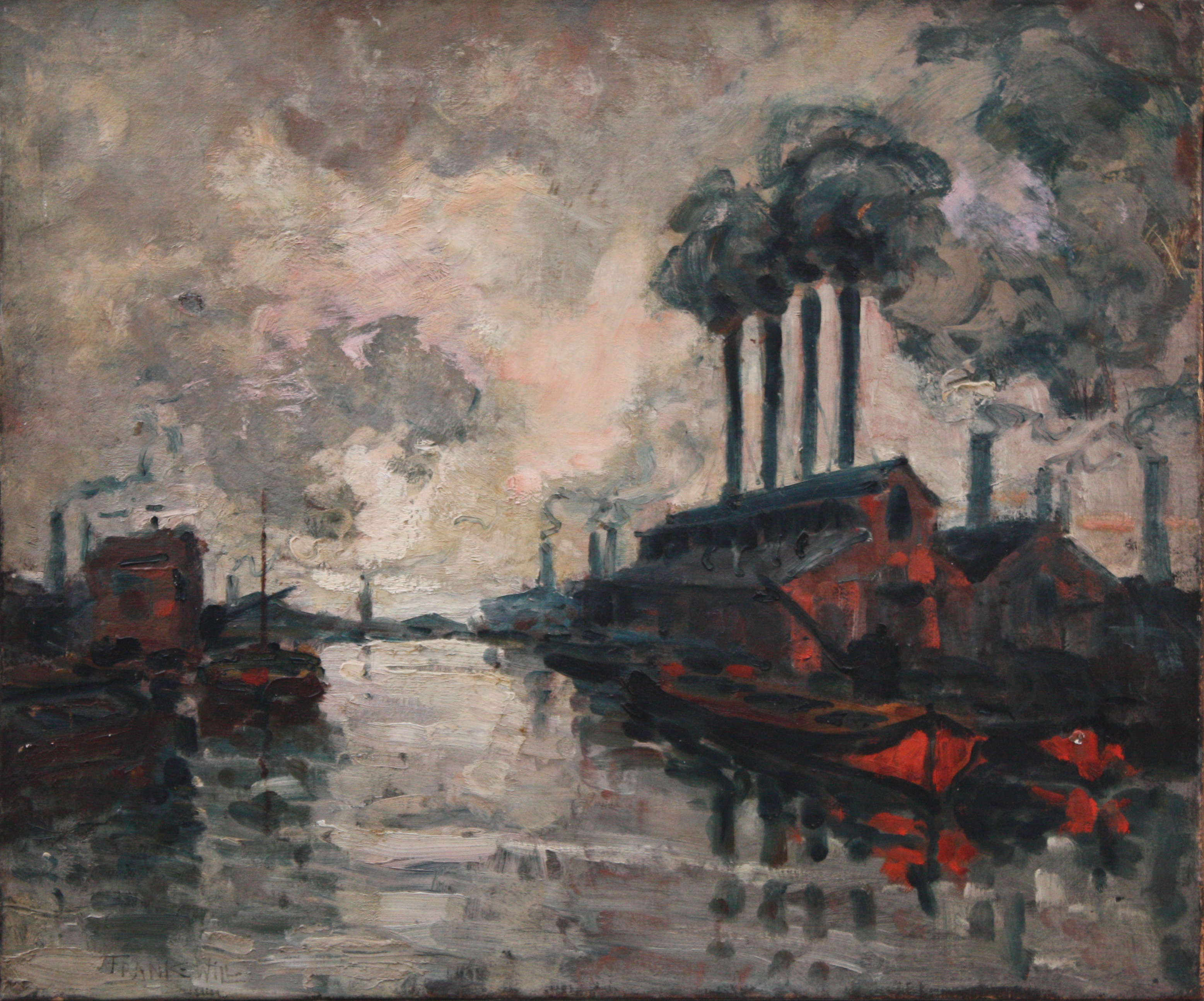
Les Usines des Moulineaux, musée d'Art et d'Histoire de Meudon.
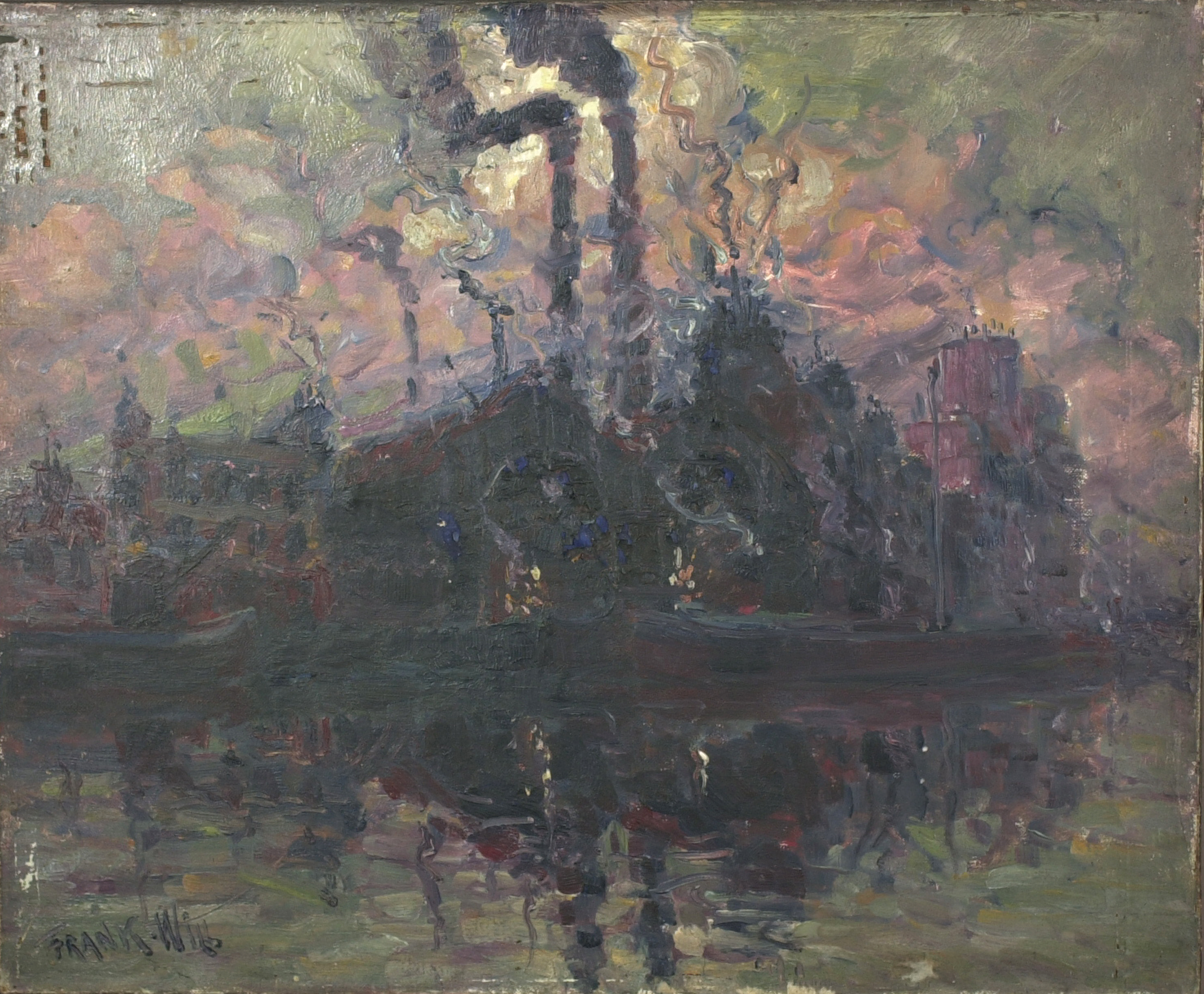
Les Usines des Moulineaux, musée d'Art et d'Histoire de Meudon.